# گانچو پیف
گانچو پیف (بلغاری: Ганчо Пеев ; زاده ۱۴ مارس ۱۹۴۷) یک فوتبالیست پیشین بلغارستانی می‌باشد که به عنوانمدافع بازی می‌کرد. گانچو بازیکن افسانه ای لوکوموتیو پلوودیو است و ۳۲۷ بازی و ۱ گل در لیگ حرفه ای دست نخست فوتبال بلغارستان برای این باشگاه دارد. گانچو پیف همچنین "ورزشکار شماره ۱ بلغارستان " برای سال ۱۹۷۸ و "استاد ورزش" از سال ۱۹۷۶ است. پیف نایب قهرمان بلغارستان در سال ۱۹۷۳ است، با دو مدال برنز دیگر - در سال‌های ۱۹۶۹ و ۱۹۷۴. او ۱۱ بازی در جام یوفا برای لوکوموتیو پلوودیو انجام داده‌است.
گانچو در سال ۱۹۷۳ در ۱ بازی برای تیم ملی بلغارستان به میدان رفته‌است.